# 新竹県 (日本統治時代)
新竹県（しんちくけん）は、日本統治時代の台湾の地方行政区分のひとつ。

## 地理
清朝統治時代の台湾の新竹県および苗栗県の領域を管轄した。現在の桃園市西部、新竹県、新竹市、苗栗県、台中市西北部に当たる。

## 歴史

### 沿革
- 1897年（明治30年）6月10日 - 六県三庁制の施行に伴い台北県新竹支庁および台中県苗栗支庁が分立し成立[1]。
- 1898年（明治31年）6月18日 - 三県三庁制の施行に伴い廃止となり台北県および台中県に編入する。

## 行政

### 歴代県知事
- 桜井勉：1897年6月10日 - 1898年6月18日